# Mamá mechona
Mamá mechona è una telenovela cilena trasmessa su Canal 13 dal 3 marzo al 19 agosto 2014.